# سسک ابروزرد
سسک ابروزرد (نام علمی: Phylloscopus inornatus) پرنده‌ای از راستهٔ گنجشک‌سانان است. این پرنده در مناطق معتدل آسیا زندگی می‌کند و در ایران نیز یافت می‌شود.
این پرنده در گذشته در سسکان بر قدیم طبقه‌بندی می‌شد ولی امروزه در تیره سسکان برگی قرار می‌گیرد.